# Mahlon R. DeLong
Mahlon Robert DeLong (* 1938 in Des Moines; † 17. Mai 2024) war ein US-amerikanischer Neurologe und Professor an der Medical School der Emory University. Ihm gelangen wichtige Fortschritte bei der Erforschung und Behandlung von Morbus Parkinson, Dystonien, Tremor und anderen neurologischen Bewegungsstörungen.

## Biografie
DeLong besuchte die Harvard Medical School (M. A. 1966), absolvierte seine Internship am Boston City Hospital und seine Facharztausbildung (Residency) am Johns Hopkins Hospital in Baltimore mit dem Berufsdoktorat (M. D.) 1976. Dazwischen war er 1971 am National Institute of Mental Health in Bethesda. Er erhielt 1980 seine Zulassung als Neurologe und forschte an der Johns Hopkins University. Ab 1990 war er an der Emory University, wo er seit 1993 William Patterson Timmie Professor für Neurologie ist. Er war Mitglied der Dana Alliance for Brain Initiative.
1971 identifizierte er mit Russell T. Richardson in Experimenten mit Affen als Erster Neuronengruppen (im Nucleus basalis), die bei der Entstehung konditionierten Lernens beteiligt sind und sie deckten die Rolle auf, die der Neurotransmitter Acetylcholin dabei spielt. Danach führt die Ausschüttung von Acetylcholin aus den Basalganglien in große Bereiche der Neocortex zu leichterer Stimulierung von Nervenzellen in der Neocortex und erleichterter Ausbildung von neuronalen Netzwerkverbindungen.
DeLong war ein Pionier in der Entwicklung tiefer Hirnstimulation (Deep Brain Stimulation, DBS) für Patienten mit Parkinson in fortgeschrittenem Stadium und anderen motorischen Störungen. Dabei werden Elektroden in ausgewählt tiefere Hirnbereiche (bei Parkinson zu den Basalganglien) implantiert und diese extern wie bei Herzschrittmachern stimuliert bzw. deren Funktion moduliert. Das Verfahren wurde zuerst bei Parkinson und Bewegungsstörungen eingesetzt, dann aber auch zum Beispiel auf psychische Störungen wie Depression, Zwangsstörung und Tourette-Syndrom erweitert.
2014 erhielt er den Breakthrough Prize in Life Sciences für die Beschreibung der gestörten Schaltkreise bei Morbus Parkinson und damit der Schaffung der Grundlagen der tiefen Hirnstimulation und den Lasker~DeBakey Clinical Medical Research Award.
Er war Mitglied des Institute of Medicine und der American Academy of Arts and Sciences (2009). DeLong erhielt den Fred Springer Award der American Parkinson’s Disease Foundation und hielt die Schneider Lecture der American Association of Neurological Surgeons (1999).

## Schriften
- Activity of pallidal neurons during movement, J. Neurophysiology, Band 34, 1971, S. 414–427
- mit R. T. Richardson Electrophysiological studies of the function of the nucleus basalis in primates. In T. C. Napier P. Kalivias, I. Hamin (Herausgeber), The Basal Forebrain: Anatomy to Function, Advances in Experimental Medicine and Biology, Band  295, 1991, S. 232–252
- mit R. T. Richardson Functional implications of tonic and phasic activity changes in nucleus basalis neurons,  in R. T. Richardson (Hrsg.) Activation To Acquisition: Functional Aspects Of The Basal Forebrain Cholinergic System, Birkhäuser 1991, S. 135–166
- mit G. E. Alexander, M. D. Crutcher, S. J. Mitchell, R. T. Richardson Role of basal ganglia in limb movements, Human Neurobiology, Band 2, 1984, S. 235–244
- Motor Subcircuits Mediating the Control of Movement Velocity: A PET Study, Journal of Neurophysiology, Band 80, 1998, S. 2162–2178
- Neuronal Activity in the Basal Ganglia in Patients with Generalized Dystonia and Hemiballimus, Annals of Neurology, Band 46, 1999, S. 22–35
- Reversal of Experimental Parkinsonism by Lesions of the Subthalamic Nucleus, Science, Band 249, 1990, S. 1436–1438
- Herausgeber mit Ann M. Graybiel, Stephen T. Kitai Basal Ganglia VI, Kluwer 2003 (6. International Basal Ganglia Symposium, Brewster/Massachusetts 1998)
- Herausgeber mit Noriichi Mano, Ikuma Hamada: Role of the cerebellum and basal ganglia in voluntary movement : proceedings of the 8th Tokyo Metropolitan Institute for Neuroscience (Tokio 1992), Amsterdam: Excerpta Medica 1993